# Antonio Molinari (Maler)

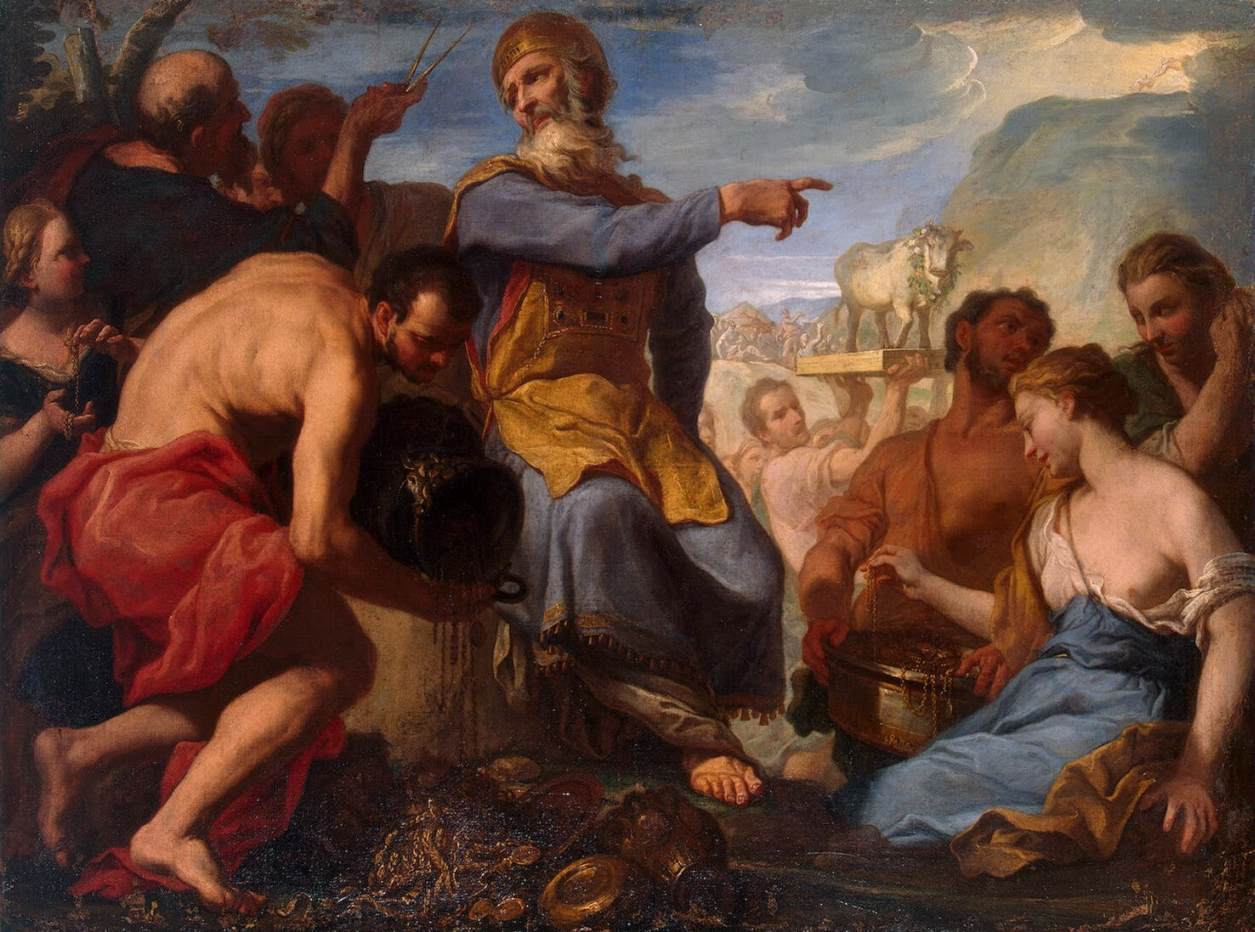
Antonio Molinari: Anbetung des Goldenen Kalbes, 1700–1702, Öl auf Leinwand, 163 × 217 cm, Eremitage, St. Petersburg

Antonio Molinari (* 21. Januar 1655 in Venedig; † 3. Februar 1704 ebenda) war ein italienischer Maler und Zeichner des Hoch- und Spätbarock aus der venezianischen Schule.

## Leben
Er war ein Sohn des Malers Giovanni Molinari (1633–1688) und dessen Frau Paolina. Antonio Molinari lernte sein Handwerk bei seinem Vater und war später wahrscheinlich ein Schüler von Antonio Zanchi, von dem er 1671 (als 16-Jähriger) neun Gemälde für die Familie Correggio kopierte.
In seinem Frühwerk stand Antonio Molinari noch unter dem Einfluss des venezianischen Tenebrismus, wie er von Zanchi und Carl Loth gepflegt wurde. Erste eigenständige Arbeiten Antonio Molinaris sind für das Jahr 1678 dokumentiert, als er ein Porträt der Elena Lucrezia Corner Piscopia anlässlich deren Laurea in Philosophie malte (Museo civico, Padua). Von 1678 bis 1681 schuf er das Jüngste Gericht in der Kirche des Franziskanerklosters von Makarska in Dalmatien.
Antonio Molinari war verheiratet und hatte aus seiner Ehe fünf Kinder, die zwischen 1680 und 1688 geboren wurden: Girolamo Zuanne (1680), Angela Maria (1681), Giovan Battista Pasqualino (1683), Zuanne Maria (1686) und Paulina Cattarina (1688).
Sein erster öffentlicher Auftrag in Venedig waren die Geburt Mariae und die Visitation, die er 1682 für die Kirche (Santa Maria dei Derelitti) des Ospedaletto schuf und die durch weiche Lichteffekte und die lyrische Eleganz der Figuren bereits eine gewisse Abkehr von den Prinzipien des naturalistischen Tenebrismus aufweisen.
In der Folge entwickelte er auf der Grundlage der venezianischen Tradition des 16. Jahrhunderts, insbesondere von Paolo Veronese, Bernardo Strozzi, und der hochbarocken Malerei einiger berühmter Nicht-Venezianer wie Luca Giordano und Pietro da Cortona seinen eigenen Stil, der sich durch ein aufgehellte, leuchtend festliche Farbigkeit, teilweise interessante Lichteffekte, sowie durch eine erzählerische Begabung auszeichnet. Bald war er einer der führenden Maler des späten Seicento und beginnenden Settecento in Venedig, neben Nicolò Bambini, Antonio Bellucci, Gregorio Lazzarini sowie Sebastiano Ricci.

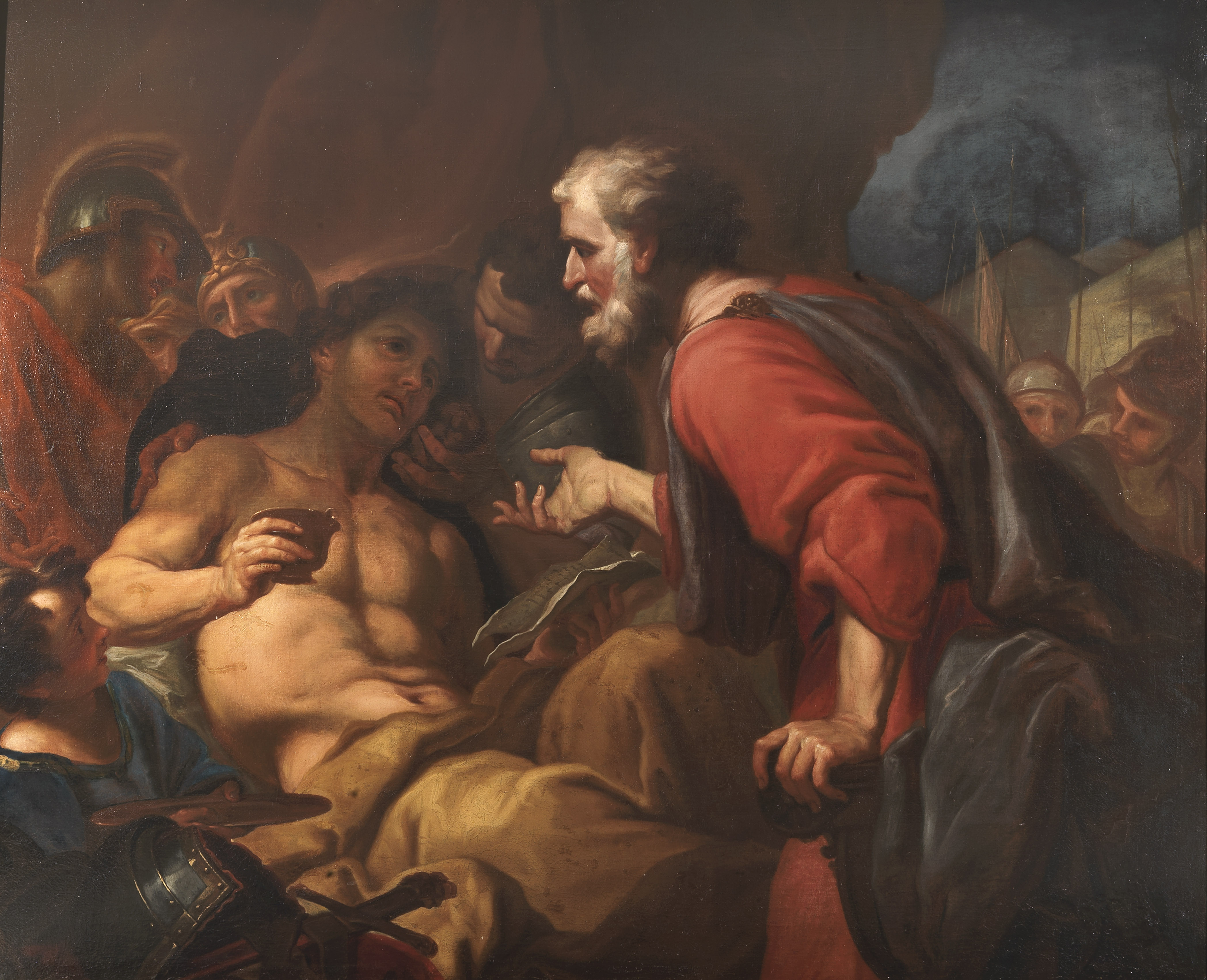
Der sterbende Cato in Utica, Öl auf Leinwand, 151 × 195 cm, Privatsammlung, Rom

Zu seinen bedeutenden und datierbaren Werken gehören der 1694–95 geschaffene Transport der Arche Noah für die venezianische Kirche Corpus Domini, und die Wundersame Vermehrung der Brote (1699) für San Pantalon.
Für die Gemeindekirche (parrocchiale) von Crespano del Grappa malte er 1695 eine Überführung des Leichnams des Hl. Markus, auf dem die Piazzetta und Sansovinos Bau der Biblioteca Marciana auf eine vedutenhafte Weise naturgetreu dargestellt sind.
Neben Gemälden mit biblischen Motiven für Kirchen und Privatleute malte Molinari auch gelungene mythologische und historische Szenen aus der Antike und Dekorationen für venezianische Patrizierhäuser.
Um 1691 schuf er zusammen mit Bellucci und Lazzarini im Palast des Antonio Lin, und auf dessen ausdrücklichen Wunsch, innerhalb weniger Tage eine Dekoration in Freskotechnik, was bis dahin in Venedig nicht üblich war (wahrscheinlich wegen der Feuchtigkeit oder der salzhaltigen Luft), und was auch für die drei Maler etwas ganz Ungewöhnliches war. Das Ergebnis wurde jedoch sehr bewundert, so dass danach Freskendekorationen auch in der Lagunenstadt langsam in Mode kamen.
Neben Lazzarini und Bellucci arbeitete Molinari 1698 auch in einem Saal des Palazzo Correr. Molinaris Schlacht der Zentauren und Lapiten (1698) befindet sich heute in der Ca’ Rezzonico und verrät die Kenntnis von ähnlichen Kompositionen von Cortona und Giordano.
Von Molinaris Anerkennung als Künstler zeugt auch, dass er 1682 in der Malervereinigung Venedigs (dem Collegio dei pittori) den Posten eines „consigliere“ und 1699 das Amt eines „sindaco“ innehatte.
Zu seinem Spätwerk, in dem er auch Inspirationen aus den Werken Riccis aufnahm, gehört das Gemälde Bacchus und Ariadne für den Dogenpalast.
Bedeutende Sammlungen seiner Zeichnungen befinden sich im Düsseldorfer Museum Kunst Palast und im Louvre in Paris.
Antonio Molinari starb am 3. Februar 1704 mit 49 Jahren an einer „Entzündung“ und wurde in Venedig in der Kirche Santa Margherita bestattet.
Giovanni Battista Piazzetta war ein Schüler Molinaris, der laut De Martino mit seinem Werk auch einen gewissen Einfluss auf Angelo Trevisani, Antonio Arrigoni und Giovanni Antonio Pellegrini ausübte.

## Bildergalerie

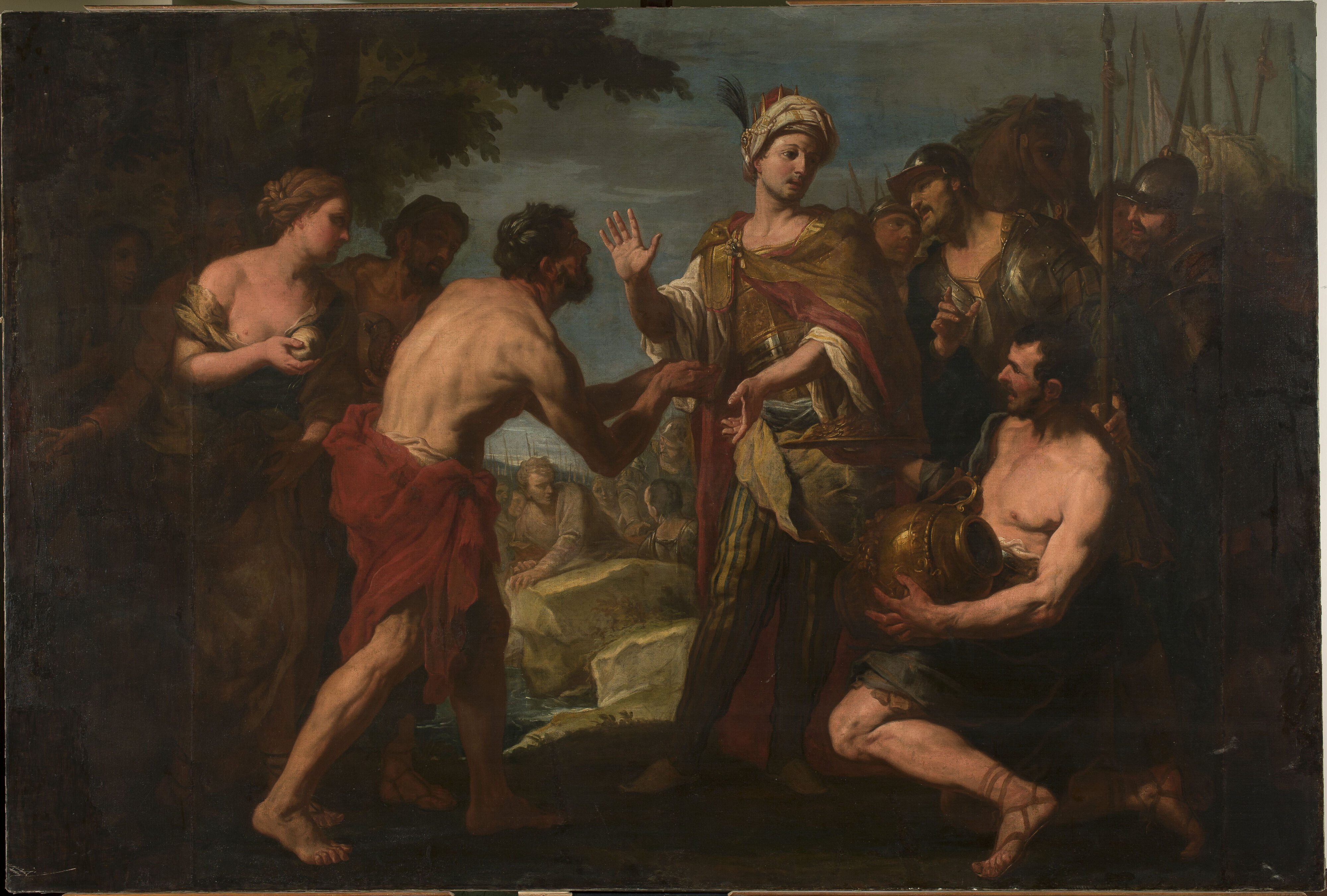
Eine historische Szene (nicht genauer definiert), Öl auf Leinwand, 202 × 305 cm, National Museum, Warschau
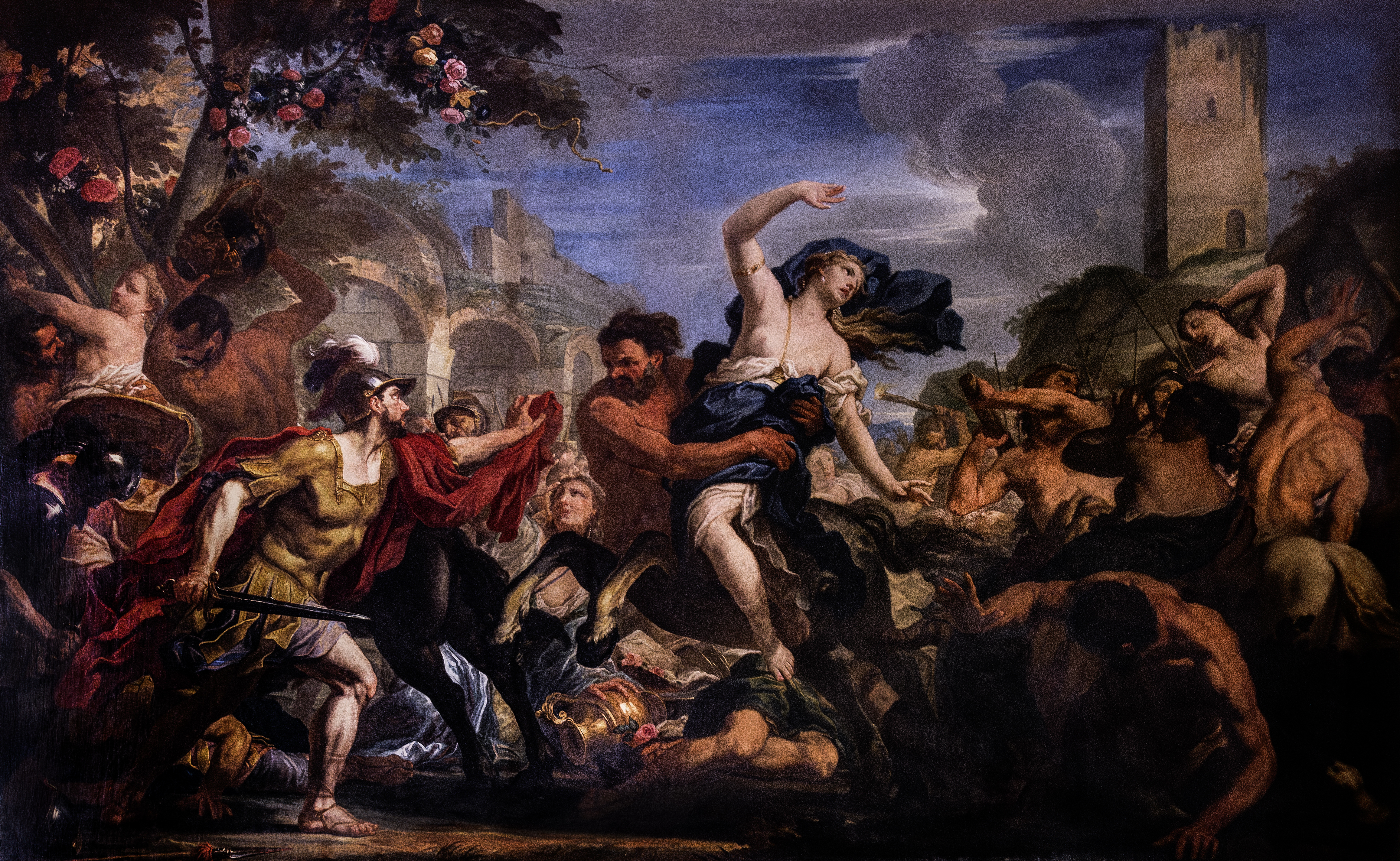
Schlacht von Kentauren und Lapithen, 1698, Ca’ Rezzonico, Venedig
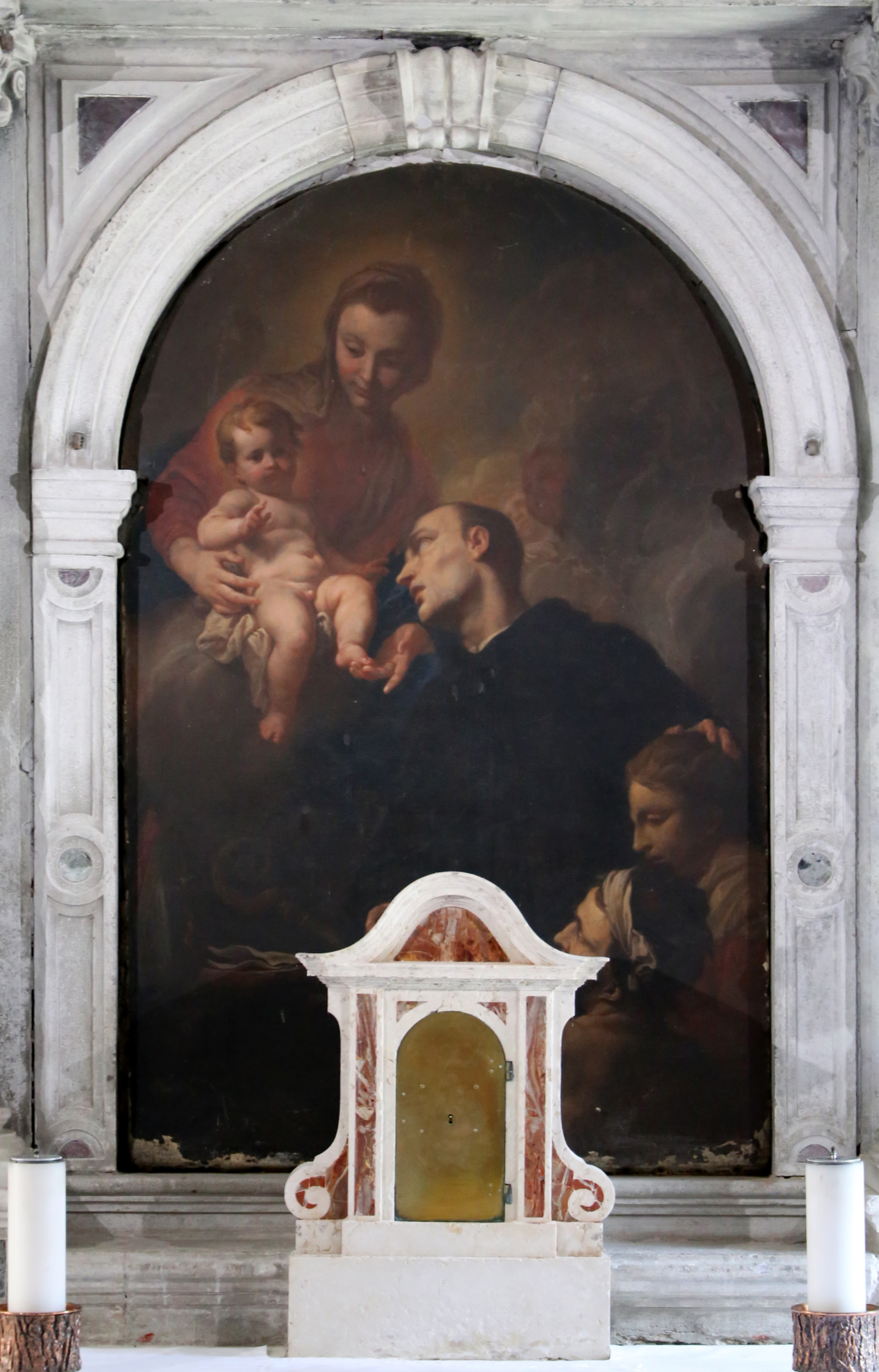
Madonna und Kind mit dem hl. Maurus, Altarbild in Madonna dell’Orto, Venedig
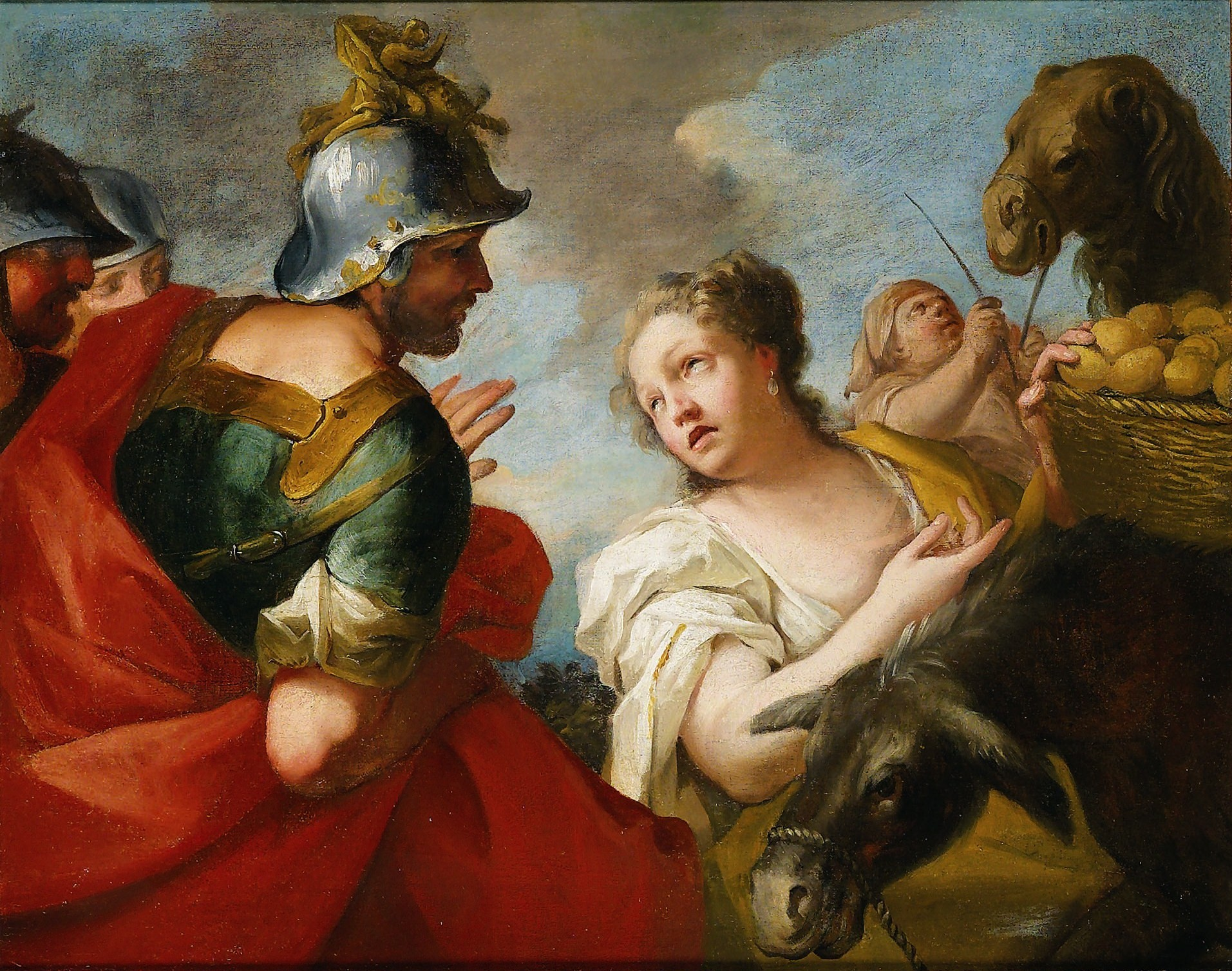
David und Abigail (Herkunft unbekannt)

## Werke (Auswahl)
- Porträt der Elena Lucrezia Corner Piscopia, 1678, Museo civico, Padua
- Das Jüngste Gericht, 1678–1681, Kirche des Franziskanerklosters von Makarska (Dalmatien)
- Susanna und die Alten, Privatsammlung
- Geburt Mariae und Die Visitation, 1682, Kirche Santa Maria dei Derelitti (Kirche des Ospedaletto), Venedig
- Die Rache der Tomiri, Staatliche Gemäldegalerie, Kassel
- Nero vor dem Leichnam der Agrippina, Staatliche Gemäldegalerie, Kassel
- Gefangennahme des Samson, Privatsammlung, Madrid
- Antonius und Kleopatra, Museo civico, Bassano del Grappa
- Vier Ölgemälde: Ipsicrates, Sofonisba, Artemisia und Cornelia, Fondazione Sorlini, Carzago della Riviera
- Der sterbende Cato in Utica, Öl auf Leinwand, 151 × 195 cm, Privatsammlung, Rom
- Transport der Arche Noah, 1694–95, Kirche Corpus Domini, Venedig
- Wundersame Vermehrung der Brote, 1699, Kirche San Pantalon, Venedig
- Überführung des Leichnams des Hl. Markus, 1695, Gemeindekirche (parrocchiale) von Crespano del Grappa
- Schlacht von Kentauren und Lapithen, 1698, (heute:) Ca’ Rezzonico, Venedig
- Die Milde des Scipio, Privatsammlung (?; früher im englischen Antiquitätenhandel)
- Anbetung des Goldenen Kalbes, 1700–1702, Eremitage, St. Petersburg
- Die Hl. Andreas, Lucia, Johannes d. Evangelist und Pantaleon, Kirche San Paolo, San Paolo d’Argon (bei Bergamo)
- Bacchus und Ariadne, Dogenpalast, Venedig
- Madonna und Kind mit dem hl. Maurus, Madonna dell’Orto, Venedig